# Crustospathula
Crustospathula is een geslacht van korstmossen behorend tot de familie Ramalinaceae. De typesoort is Crustospathula cartilaginea.

## Soorten
Volgens Index Fungorum bevat het geslacht vijf soorten (peildatum februari 2023):
| Soortnaam                   | Auteur(s)                    | Publicatiejaar |
| --------------------------- | ---------------------------- | -------------- |
| Crustospathula amazonica    | Aptroot, M. Cáceres & Timdal | 2014           |
| Crustospathula cartilaginea | Aptroot                      | 1998           |
| Crustospathula humboldtii   | Kalb                         | 2011           |
| Crustospathula khaoyaiana   | Kalb & Mongk.                | 2012           |
| Crustospathula macrocarpa   | Aptroot & Schumm             | 2009           |